# Mistrzowice
Mistrzowice – wieś sołecka w Polsce położona w województwie świętokrzyskim, w powiecie kazimierskim, w gminie Opatowiec.
W latach 1975–1998 miejscowość administracyjnie należała do województwa kieleckiego.
Nazwa prawdopodobnie pochodzi od nazwy osobowej „mistrz”. Wieś powstała w XV wieku.

## Historia
Mistrzowice – alias „Mistrowice”, wieś, w powiecie pińczowskim, gminie i parafii Opatowiec.
W XV w. połowa wsi należała do proboszcza wiślickiego, który miał tu swój folwark i 3 zagrodników. Dziedzicem drugiej połowy był Jakób Koczyński herbu Grabie. Z połowy, w części, dziesięcina szła dla kościoła w Kocinie, zaś z jednego pola dziesięcinę brał biskup krakowski. (Długosz L.B. t. II s. 413).
W 1827 roku wieś miała 19 domów, 112 mieszkańców.
Według spisu powszechnego ludności z 1921 roku, we wsi Mistrzowice było 25 domów i 193 mieszkańców.